# Grand Funk Railroad
A Grand Funk Railroad a korai kemény rock egyik legfontosabb amerikai képviselője volt. Világszerte 25 millió albumot adtak el. Zenéjük ma már nem tűnik annyira forradalminak, de akkoriban az újdonság erejével hatott. A rocktörténet talán legtöbbet támadott együttese.

## Pályafutás
A tagok 1968 végéig különféle Michigan környéki zenekarokban játszottak, az angol Creamére hasonlító blues-rock zenét. A döntő lépés Terry Knight menedzser kiválasztása lett. (Knight Brewer korábbi együttese, a Pack szólóénekese volt ). Knight felléptette a zenekart az 1969-es atlantai popfesztiválon, ahol dübörgő zenéjük viharos sikert aratott. Ezt Capitol-szerződés követte, és még abban az évben megjelent az On Time bemutatkozó album. Bár a rádiók mellőzték, a sajtó becsmérelte, mégis az USA-lista élére került, és aranylemez lett. Két száma a Time Machine és a Mr Limousine Driver is bombasiker. Menedzserük, Terry Knight nemcsak a "vadember" imázst találta ki, de elképesztő méretű reklámkampánnyal igyekezett befuttatni védenceit. A rádiók nem játszották a dalaikat, a kritika fanyalgott, de az erőltetett ütemben piacra dobott lemezek (1969 és 1976 között 14(!) korongjuk jelent meg) és az agresszív marketing meghozta gyümölcsét: elképesztően sikeres évek következtek, LP-ik és kislemezeik hihetetlenül kelendőek voltak, koncertjeik országszerte attrakciószámba mentek, zsúfolásig megtöltötték akár az 57000 férőhelyes New York-i Shea stadiont is. 1971 végén azonban úgy döntöttek, hogy Knight nélkül is boldogulnak és elküldték a menedzsert. Knight beperelte őket, de végül vesztett. A mindenből pénzt csináló Knight üzleti befolyása alól felszabadult együttes "művészi" tekintélyt óhajtott szerezni. A külső producer nélkül készített Phoenix LP idején csatlakozott hozzájuk a billentyűs Craig Frost. Az 1973-as We're An American Band producere Todd Rundgren volt. A címadó dalból hard rock sláger lett. Az 1976-os Good Shingin' Good Playin LP-nek hiába volt Frank Zappa a producere, a gyenge anyagból ő sem tudott túl sokat kihozni. A Grand Funk Railroad platinalemezek sorával, a korszak legünnepeltebb sztárjaként oszlott fel 1976-ban. 1981-ben újjáalakultak és felvették a Grand Funk Lives ( 1981 ) és a What's Funk? ( 1983 ) LP-ket, de a fiatal metalbandák közt már nem termett számukra babér. Brewer és Frost Bob Seger Silver Bullet Band-jéhez társult, az újjászületett keresztény Farner pedig elkészítette a Just Another Injustice LP-t a Frontline Gospel kiadónál. (1988). Később Brewer és Schacter határozta el, hogy Max Carl énekessel, Bruce Kulick gitárossal és Timothy Cashion billentyűssel néhány turné erejéig feltámasztják a régi nevet.
Az együttes egyik dala, a Mean Mistreater a P. Mobil előadásában, Ha jössz hozzám, késő címmel vált ismertté Magyarországon.

## Diszkográfia

### Stúdiólemezek
| Megjelenés       | Album                                | Pozíció | státusz       | kiadó                |
| Megjelenés       | Album                                | US 200  | U.S.          | kiadó                |
| ---------------- | ------------------------------------ | ------- | ------------- | -------------------- |
| 1969. augusztus  | On Time                              | 27      | Arany         | Capitol Records      |
| 1969. december   | Grand Funk                           | 11      | Platina       | Capitol Records      |
| 1970. június     | Closer to Home                       | 6       | Dupla-Platina | Capitol Records      |
| 1971. április    | Survival                             | 6       | Platina       | Capitol Records      |
| 1971. szeptember | E Pluribus Funk                      | 5       | Platina       | Capitol Records      |
| 1972             | Phoenix                              | 7       | Arany         | Capitol Records      |
| 1973. november   | We're an American Band               | 2       | Platina       | Capitol Records      |
| 1974             | Shinin' On                           | 5       | Arany         | Capitol Records      |
| 1974             | All the Girls in the World Beware!!! | 10      | Arany         | Capitol Records      |
| 1976             | Born to Die                          | 47      | -             | Capitol Records      |
| 1976             | Good Singin', Good Playin'           | 52      | -             | MCA Records          |
| 1981             | Grand Funk Lives                     | 149     | -             | Full Moon Records    |
| 1983. január     | What's Funk?                         | -       | -             | Warner Bros. Records |

### Koncertlemezek
| Megjelenés        | Album             | Pozíció | Státusz       | Kiadó           |
| Megjelenés        | Album             | US 200  | U.S.          | Kiadó           |
| ----------------- | ----------------- | ------- | ------------- | --------------- |
| 1970. szeptember  | Élő Album         | 5       | Dupla-Platina | Capitol Records |
| 1975. augusztus   | Caught in the Act | 21      | -             |                 |
| 1997. október 21. | Bosnia            | -       | -             |                 |
| 2002. június      | Élő: 1971         | -       | -             |                 |

### Válogatáslemezek
| Megjelenés       | Album                           | Pozíció | Státusz | Kiadó           |
| Megjelenés       | Album                           | US 200  | U.S.    | Kiadó           |
| ---------------- | ------------------------------- | ------- | ------- | --------------- |
| 1972             | Mark, Don and Mel: 1969-71      | 17      | Arany   | Capitol Records |
| 1976             | Grand Funk Hits                 | 126     | -       | Capitol Records |
| 1977             | Hits                            | -       | -       | Capitol Records |
| 1990             | The Best of Grand Funk          | -       | -       | CEMA            |
| 1991             | Capitol Collectors Series       | -       | Arany   | Capitol Records |
| 1992             | Heavy Hitters                   | -       | -       | Pair Records    |
| 1999             | Thirty Years of Funk: 1969-1999 | -       | -       |                 |
| 2006. április 4. | Greatest Hits                   | -       | -       | Capitol Records |

## Kislemezek
| Év   | Cím                                 | Pozíció    | Album                                |
| Év   | Cím                                 | US Top 100 | Album                                |
| ---- | ----------------------------------- | ---------- | ------------------------------------ |
| 1969 | "Time Machine"                      | #47        | On Time                              |
| 1970 | "Heartbreaker"                      | #72        |                                      |
| 1969 | "Mr. Limousine Driver"              | #97        | Grand Funk                           |
| 1971 | "Inside Looking Out"                | #40        |                                      |
| 1970 | "Nothing is the Same"               | -          | Closer To Home                       |
| 1970 | "I'm Your Captain (Closer to Home)" | #22        |                                      |
| 1970 | "Mean Mistreater"                   | #47        | Live Album                           |
| 1971 | "Feelin' Alright"                   | #54        | Survival                             |
| 1971 | "Gimme Shelter"                     | #61        |                                      |
| 1971 | "People, Let's Stop the War"        | -          | E Pluribus Funk                      |
| 1972 | "Footstompin' Music"                | #29        |                                      |
| 1972 | "Upsetter"                          | #73        |                                      |
| 1972 | "Rock & Roll Soul"                  | #29        | Phoenix                              |
| 1973 | "We're An American Band"            | #1         | We're An American Band               |
| 1973 | "Walk Like a Man"                   | #19        |                                      |
| 1974 | "The Loco-Motion"                   | #1         | Shinin' On                           |
| 1974 | "Shinin' On"                        | #11        |                                      |
| 1974 | "Some Kind of Wonderful"            | #3         | All the Girls in the World Beware!!! |
| 1975 | "Bad Time"                          | #4         | All the Girls in the World Beware!!! |
| 1975 | "Take Me"                           | #53        | Born To Die                          |
| 1976 | "Sally"                             | #69        |                                      |
| 1976 | "Can You Do It"                     | #45        | Good Singin', Good Playin'           |
| 1977 | "Just Couldn't Wait"                | -          |                                      |
| 1981 | "Y.O.U."                            | -          | Grand Funk Lives                     |
| 1982 | "Stuck in the Middle"               | -          |                                      |